# Melicope durifolia
Melicope durifolia är en vinruteväxtart som först beskrevs av Karl Moritz Schumann, och fick sitt nu gällande namn av Thomas Gordon Hartley. Melicope durifolia ingår i släktet Melicope och familjen vinruteväxter. Inga underarter finns listade i Catalogue of Life.